# Parodia
Parodia é um gênero botânico da família Cactaceae.

## Sinonímia
| - Acanthocephala Backeb. - Brasilicactus Backeb. - Brasiliparodia F.Ritter - Brasilocactus Fric - Chrysocactus Y.Itô - Dactylanthocactus Y.Itô - Eriocactus Backeb. - Eriocephala Backeb. | - Friesia Fric - Hickenia Britton & Rose - Malacocarpus Salm-Dyck - Microspermia Fric - Neohickenia Fric - Notocactus (K.Schum.) Fric - Sericocactus Y.Itô - Wigginsia D.M.Porter |

## Espécies
| - Parodia alacriportana - Parodia buiningii - Parodia concinna - Parodia erinacea - Parodia fusca - Parodia linkii - Parodia magnifica - Parodia meonacantha - Parodia microsperma | - Parodia nigrispina - Parodia oxycostata - Parodia procera - Parodia saint-pieana - Parodia sellowii - Parodia tenuicylindrica - Parodia turecekiana - Parodia werneri - etc. |

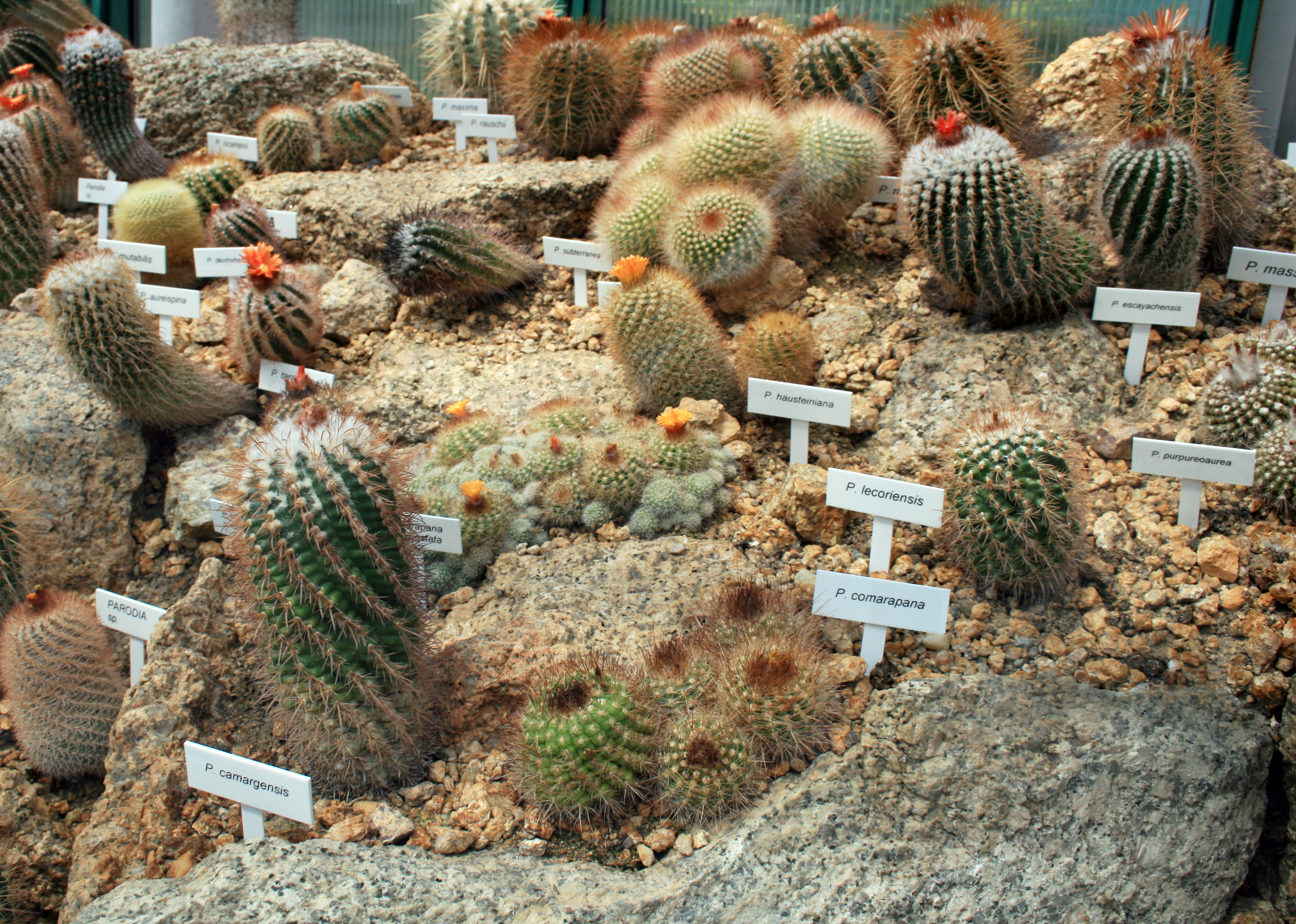
Diversas plantas do gênero Parodia num jardim botânico de Liberec
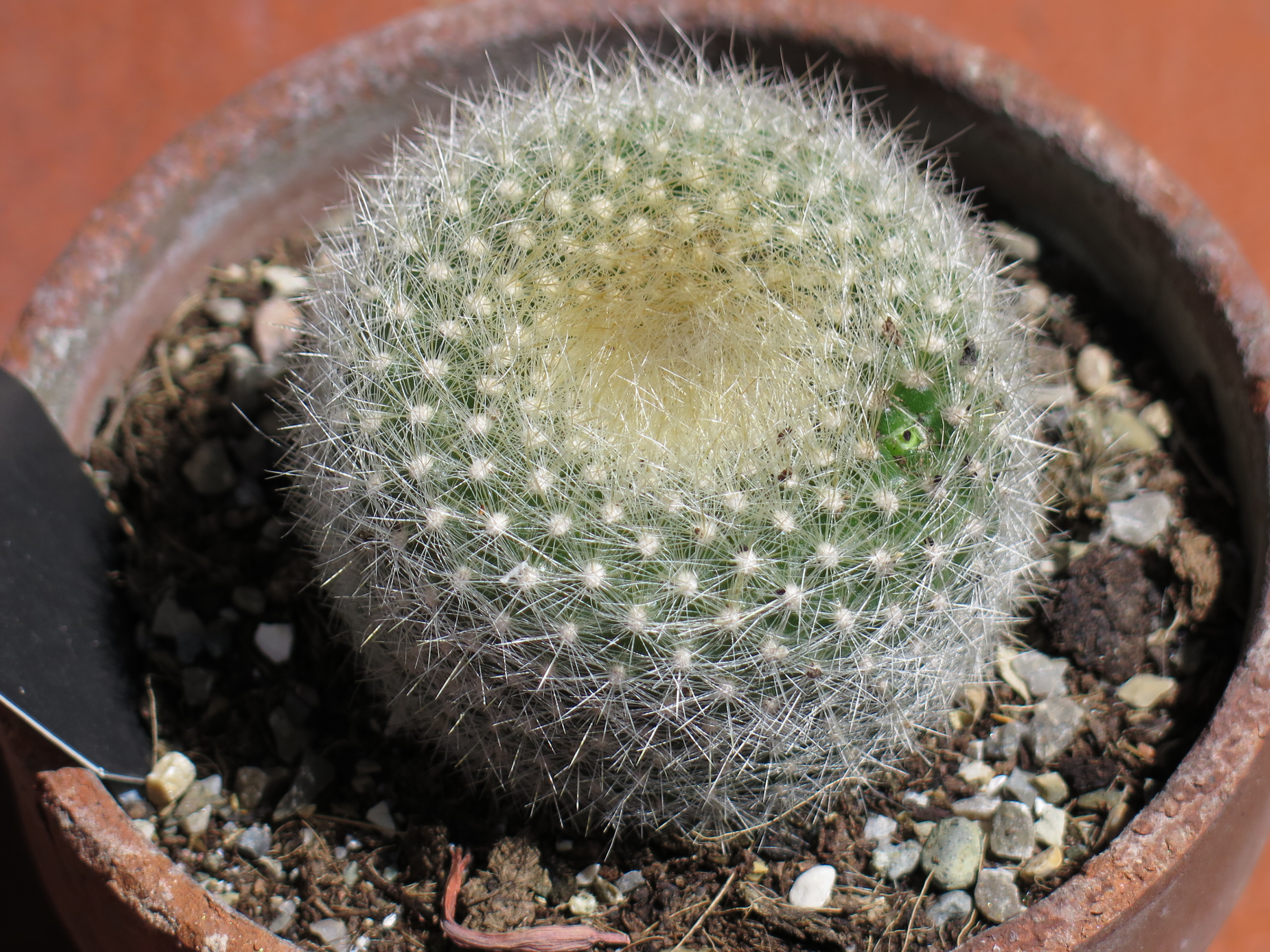
Parodia haselbergii
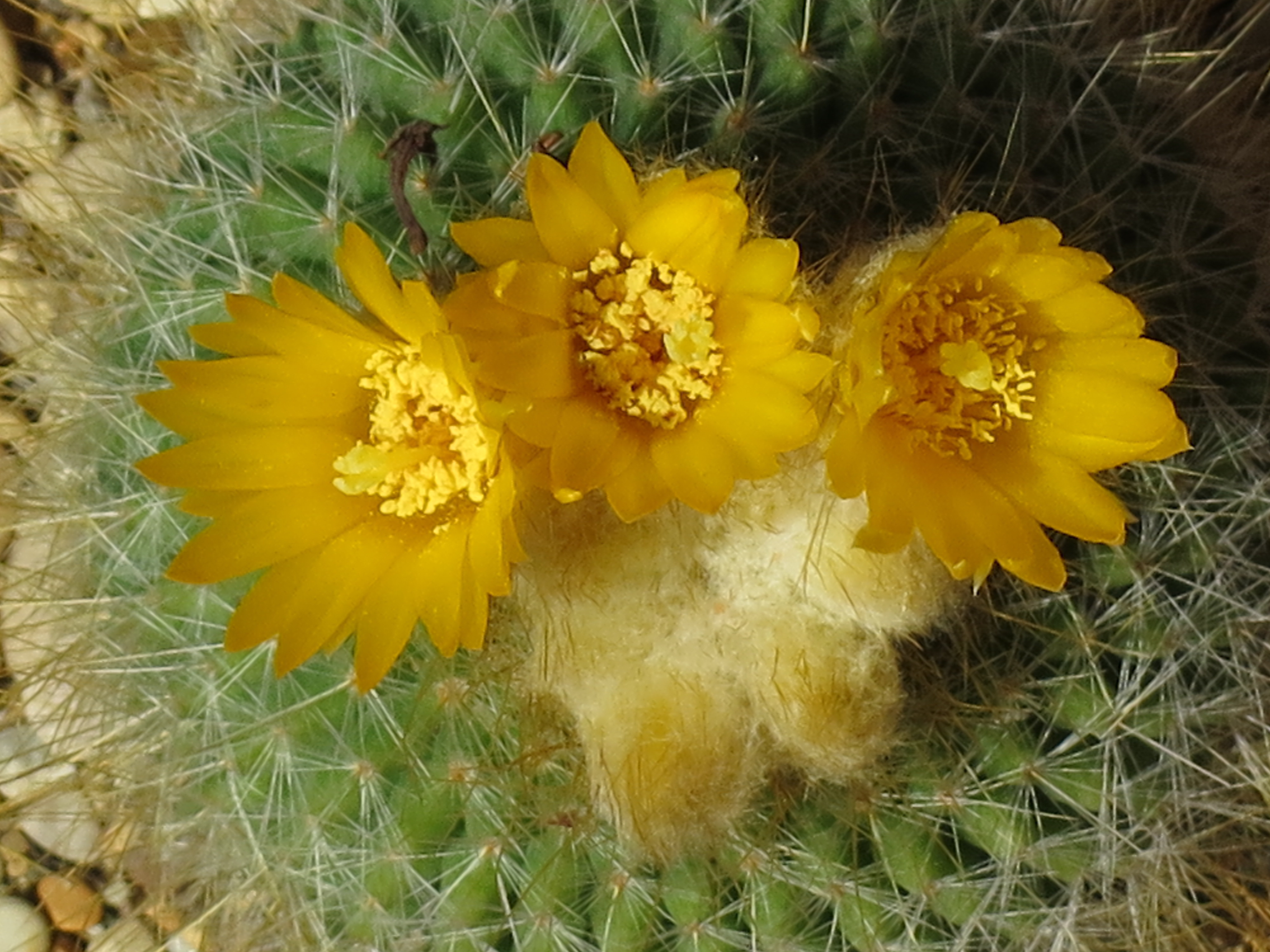
Parodia chrysacanthion

- Commons
- Wikispecies